# Plitidepsine
La plitidepsine (également connue sous le nom de déshydrodidemnine B, commercialisée par PharmaMar SA (en) sous le nom d'Aplidin) est un composé chimique extrait d'un animal marin : l'ascidie Aplidium albicans. Elle fait l'objet d'essais cliniques. C'est un membre de la classe des composés connus sous le nom de didemnines (en).

## Structure chimique
La plitidpsine est un depsipeptide cyclique : il s'agit d'un peptide cyclique dans lequel il y a une ou plusieurs liaisons ester à la place d'une ou plusieurs liaisons peptidiques. Sa structure chimique est très proche de celle de la didemnine B (en), la seule différence étant que le résidu lactate de la didemnine B est présent dans la version pyruvate oxydée.

## Activité pharmacologique
Comme tous les composés didemnines, la plitidepsine présente des activités antitumorales, antivirales et immunosuppressives. La plitidpsine s'avère prometteuse dans la réduction du volume tumoral en cas de cancer du pancréas, de l'estomac, de la vessie ou encore de la prostate,.
La plitidepsine inhibe la protéine humaine eEF1a1 (en). La plitidepsine présente une activité antivirale contre le SARS-CoV-2 in vitro et aussi dans un modèle murin in vivo (voir ci-dessous).

## Divers statuts d'autorisation de mise sur le marché

### Union européenne
En juillet 2003, la plitidepsine a obtenu de l'Agence européenne des médicaments (European Medicines Agency, EMA) le statut de médicament orphelin pour le traitement de la leucémie aiguë lymphoblastique. 
Le 14 décembre 2017, le Comité des médicaments à usage humain (CHMP) de l'EMA a adopté un avis négatif, recommandant le refus de l'autorisation de mise sur le marché pour le traitement du myélome multiple.
PharmaMar a demandé un réexamen de l'avis initial.
Après un réexamen de l'avis, le refus de l'autorisation de mise sur le marché a été confirmé le 22 mars 2018.
Le CHMP a estimé que les bénéfices de l'Aplidin ne l'emportaient pas sur ses risques.
L'amélioration de la survie globale n'a pas été suffisamment démontrée et des effets indésirables graves ont été rapportés plus fréquemment dans l'association Aplidin-dexaméthasone que lors des cures de dexaméthasone seule.

### Australie
En Australie la plitidepsine a été approuvée en décembre 2018, en association avec la dexaméthasone, pour le traitement des patients atteints d'un myélome multiple récidivant et réfractaire ayant déjà reçu au moins trois protocoles thérapeutiques, incluant à la fois un inhibiteur du protéasome et un immunomodulateur.
Elle peut être utilisée après deux protocoles antérieurs seulement si le myélome multiple est réfractaire et/ou intolérant à la fois à un inhibiteur du protéasome et à un immunomodulateur.

## Essais cliniques
En 2007, la plitidepsine fait l'objet d'essais cliniques multicentriques de phase II.
En 2016, les premiers résultats d'un petit essai de phase I pour le myélome multiple ont été annoncés.

### Covid-19
Un article publié le 25 janvier 2021 dans la revue Science indique que des scientifiques du Quantitative Bioscience Institute (QB3) (en), de l'UC San Francisco et de la Icahn School of Medicine du Mont Sinaï ont démontré que la plitidepsine, médicament homologué fin 2018 en Australie pour le traitement du myélome multiple, possède aussi une puissante efficacité préclinique contre le SRAS-CoV-2 car il inhibe la protéine humaine protéine-hôte eEF1a1 (en) qui a des interactions potentielles avec plusieurs protéines de coronavirus, ce qui devrait permettre d'empêcher le virus de muter quand il contamine l'organisme humain.